# Postamt Neresheim

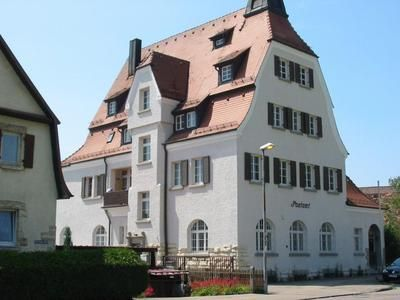
Ehemaliges Postamt

Das Postamt Neresheim in Neresheim im baden-württembergischen Ostalbkreis wurde 1911 im Zuge des Ausbaus des Netzes von Postämtern im Bereich der Königlich Württembergischen Postverwaltung unter dem Einfluss der Heimatschutzarchitektur errichtet. Es liegt direkt neben der ehemaligen Zehntscheuer der Abtei Neresheim. Das Gebäude wurde von November 1977 bis Oktober 1978 grundlegend saniert und umgebaut, es steht seit April 1979 unter Denkmalschutz.
Im Zuge der Sanierung wurde 1978 die Heizung von Koks auf Öl umgestellt. Eine weitere Sanierung des Gebäudes erfolgte im Oktober 2001, als das Dach neu eingedeckt und die Fassadenfarbe von Beige in Altweiß geändert wurde. Das Eingangsportal für den Kundenverkehr am Hauptbau wird seit der Schließung des Postamts im November 2003 nicht mehr benutzt. Der rückwärtige Bereich war zu früheren Zeiten geschlossen. Heute beherbergt das Haus neben zwei Wohnungen einen Zustellstützpunkt der Deutsche Post AG. Seit September 2011 befindet sich das ehemalige Postamt Neresheim in Privatbesitz.
Charakteristisch sind das steile Krüppelwalmdach und der an der Walm aufgesetzte Dachreiter aus Kupferblech, in dem zu früheren Zeiten die örtlichen oberirdischen Telefonleitungen zusammenliefen. Auffallend ist zudem das an der Südostseite angebaute Türmchen mit Elementen des Jugendstils, in dem sich der Treppenaufgang befindet. Das Gebäude weist außerdem Elemente der Reformarchitektur auf, etwa das sichtbare Rustika-Mauerwerk aus Muschelkalk an der Straßenfront und am Eingangsbereich. Die Gesamthöhe des Gebäudes beträgt etwa 21 Meter, wobei die Raumhöhen von 4,2 Meter im Erdgeschoss bis 3,0 Meter im zweiten Obergeschoss abnehmen. Das Gebäude hat insgesamt 84 Fenster. Das Dach ist mit Biberschwanzziegeln gedeckt und besitzt an der Südostseite sechs Gauben, an der Nordwestseite fünf.
Das Postamt bildet gemeinsam mit dem ehemaligen Neresheimer Bahnhof der Härtsfeldbahn (um 1900), in dem sich nun neben einem Bahnmuseum eine gastronomische Nutzung befindet, und dem dazwischen stehenden Gebäude des ehemaligen Neresheimer Baurats Schmied (erbaut 1923) ein historisches Ensemble am südöstlichen Ortsausgang von Neresheim.

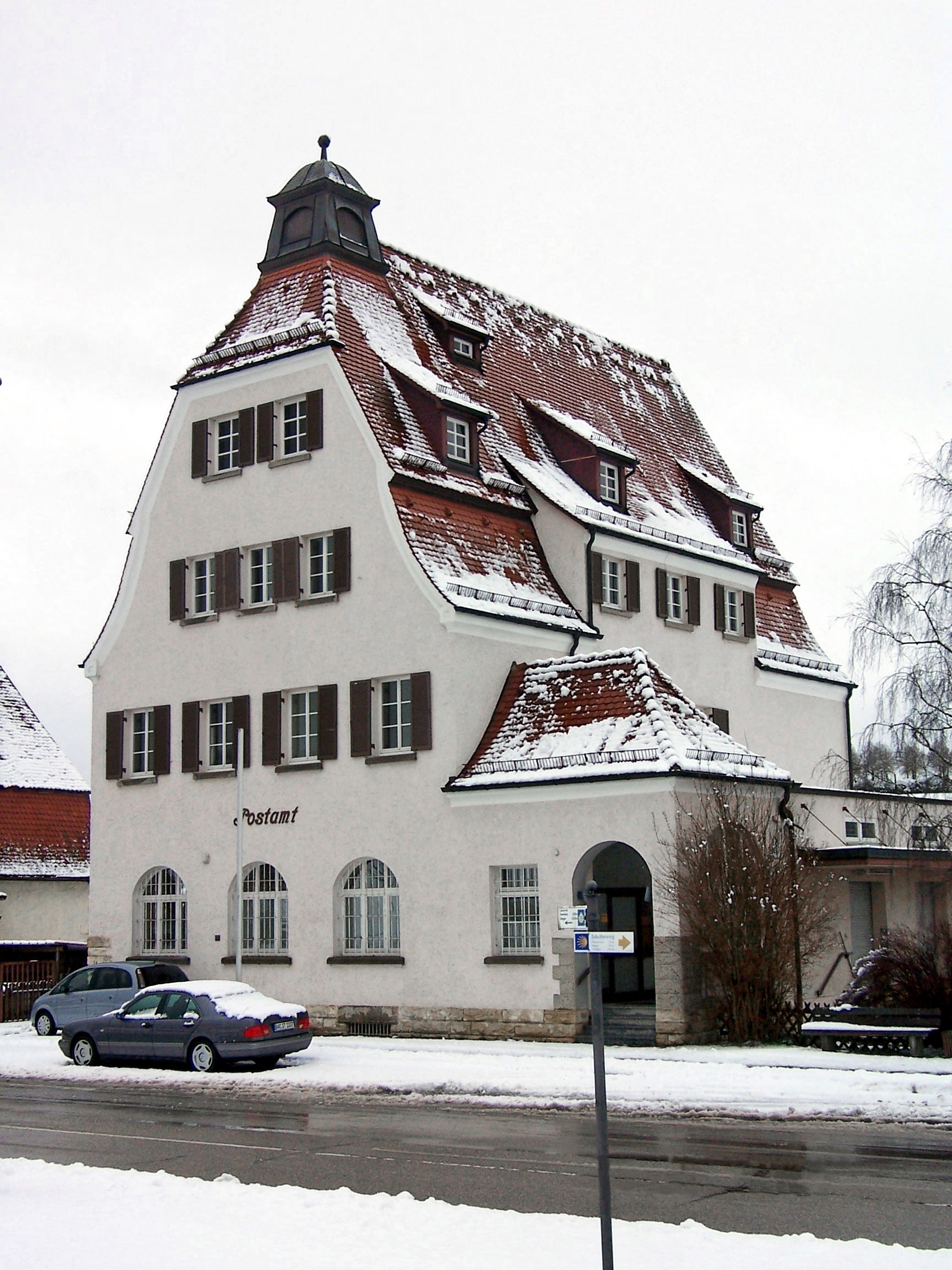
Ehemaliges Postamt
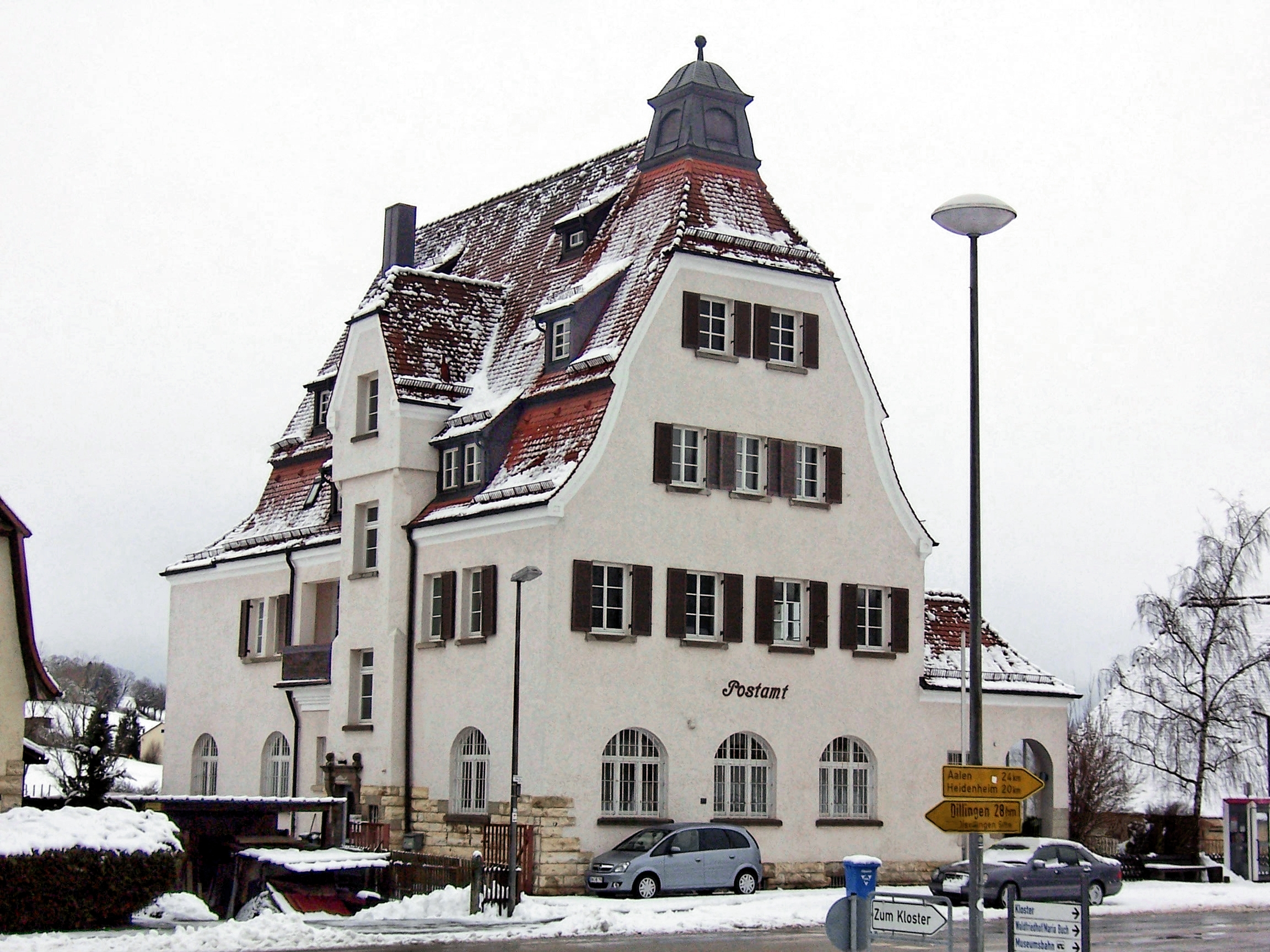
Ehemaliges Postamt
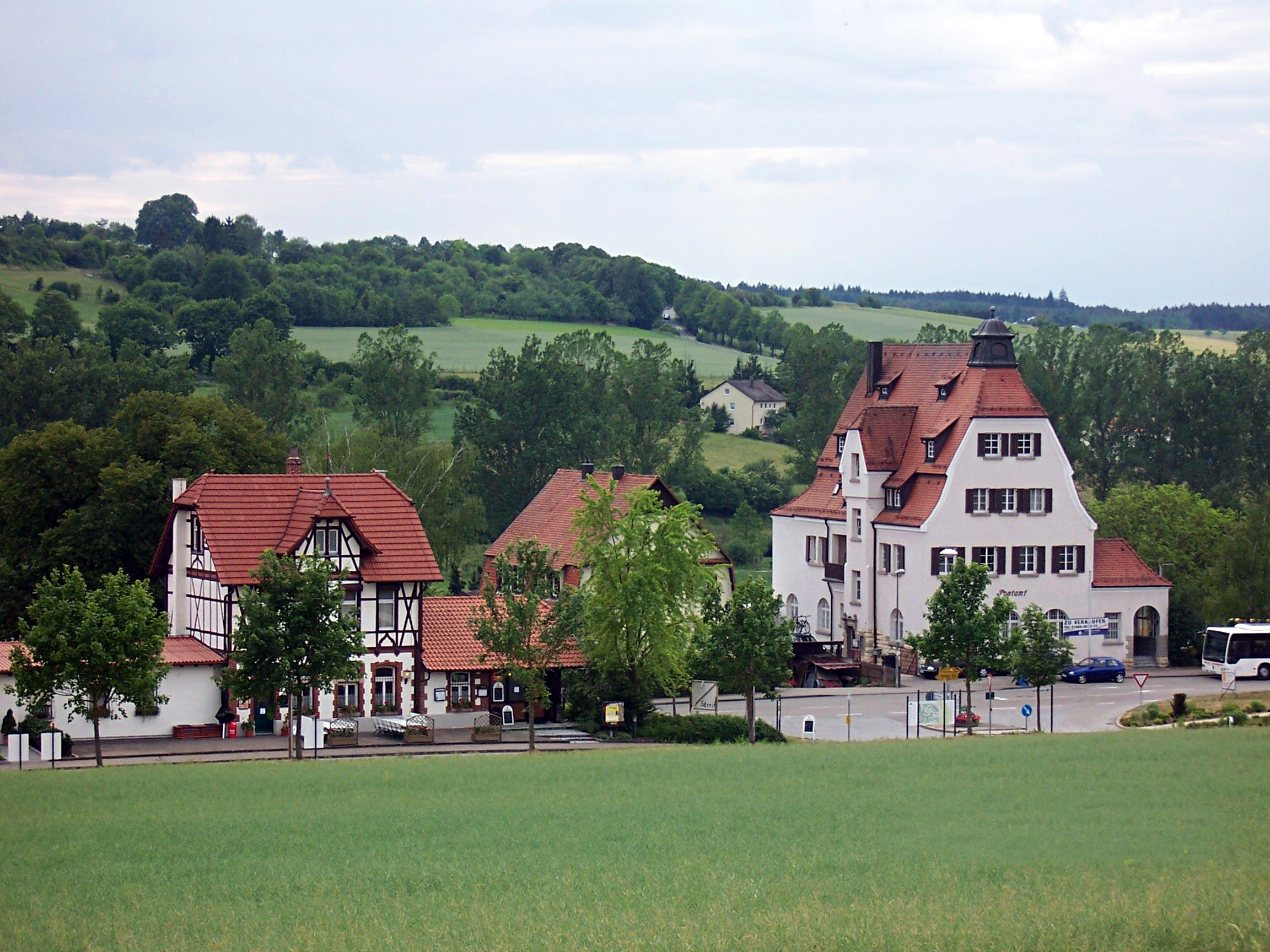
Ehemaliges Postamt (rechts, links im Bild der ehemalige Bahnhof)

Koordinaten: 48° 45′ 5,9″ N, 10° 20′ 17,1″ O